# Tigranes IV d'Armènia
Tigranes IV (en grec antic Τιγράνης) va ser rei d'Armènia de l'any 12 aC al 5 aC i del 4 aC a l'1 dC.
A la mort de Tigranes III, el partit favorable als parts va proclamar rei al seu fill Tigranes IV que va tenir a Erato (que segons unes fonts era sa germanastra i muller, però d'altres la fan vídua del rei Tigranes III), com associada al poder (regent si era la vídua de Tigranes III) i tenia el suport dels partidaris dels parts. Com que la coronació no va tenir l'aprovació romana, August va instigar un cop d'estat i va ser enderrocat l'any 5 aC per Artavasdes IV, fill d'Artaxes II i germà de Tigranes III (oncle per tant de Tigranes IV i potser d'Erato), que va tenir el suport romà, però que va comptar també amb l'ajuda dels parts, Tigranes i Erato van recuperar el poder al cap de pocs mesos. L'autoritat sembla que era de Tigranes IV que apareix a les monedes amb corona, mentre Erato no porta ni diadema ni consta en lloc amb el títol de reina.
Revoltat el partit pro-romà d'Armènia l'any 1, el rei Tigranes IV va morir i la reina Erato va abdicar i va fugir, però alguns dels nobles partidaris dels parts que es van mantenir lleials a Erato, es van aixecar sota la direcció d'Artavasdes V, germà de Tigranes IV, i va esclatar la guerra civil. August va enviar l'any 1 a Gai Agripa, que va trobar al rei part Fraates V a la vora de l'Eufrates i els dos homes es van posar d'acord per retornar Armènia a la influència romana. L'any 2, quant els romans anaven a tornar la corona a l'antic rei Artavasdes IV (5 aC-4 aC), aquest va resultar mort en un combat (en una expedició), i llavors van decidir canviar de dinastia i van donar la corona a Ariobarzanes II d'Atropatene i I d'Armènia, fill del rei Artabas o Artavasdes I d'Atropatene, d'origen mede i que els nobles van acceptar gràcies a les seves bones qualitats. La ciutat d'Artageira i alguna altra que es va oposar als romans i van mantenir lleialtat a Erato o Artavasdes V, van ser sotmeses l'any 3.